# Герхард VII (Холщайн)
Герхард VII фон Холщайн (на немски: Gerhard VII Holstein; * 1404; † 24 юли 1433, Емерих) е от 1427 до 1433 г. съ-граф на Холщайн-Рендсбург и Щормарн и претендент за херцог на Шлезвиг.

## Живот
Той е най-малкият син на Герхард VI фон Холщайн-Рендсбург (1367 – 1404) и съпругата му Катарина Елизабет фон Брауншвайг-Люнебург (1385 – 1423), дъщеря на херцог Магнус II фон Брауншвайг-Люнебург.
Заедно с братята си Хайнрих и Адолф той се бие във войната против Дания (1426 – 1435) на страната на Ханза. Герхард VII е командир на Ханза-флота през 1427 и 1428 г.
Заедно с брат си Адолф (* 1401, † 1459) той поема през 1427 г. графството Холщайн и заложените господства в Херцогство Шлезвиг от убития му най-голям брат Хайнрих (* 1397, † 1427).
Герхард VII се жени 2 юни 1432 г. за Агнес фон Баден (* 25 март 1408, † януари 1473, Еберщайнбург), дъщеря на Бернхард I фон Баден. Тя ражда през 1433 г. близнаците Хайнрих и Катарина, които умират малки.
След смъртта му Агнес се сгодява през 1434 г. за Ханс фон Хевен († сл. 1467).